# Кударинские буряты
Кудари́нские буря́ты, байка́ло-кудари́нские буря́ты (бур. Хударын буряадууд, Байгал-хударын буряадууд) — этнотерриториальная группа в составе бурятского этноса. Расселены в одноименной степи, находящейся в устье Селенги на восточном берегу озера Байкал. Также как и баргузинские буряты являются выходцами с долин рек Лена, Куда и Мурин.

## Родоплеменной состав
В состав этнотерриториальной группы кударинских (байкало-кударинских) бурят входят такие племена, как абазай, шоно, олзон, хэнгэлдэр, алагуй, ашибагат, хурумша, сэгэнуд, хайтал, дурлай, галзуд, торгоуд, монгол, хамниган, отонхой, баяндай, бура, зунгар, балтай, нагатай, абаганад, икинад, дархад, тарха, балай-сэгэнуд. В составе рода шона на территории Кударинской степи упоминаются следующие подразделения: тумэнтэй, борсой, согол, хамнай, хонхо, балтай, ехэ-шоно, бага-шоно, яртага. Род алагуй включает подразделения: хэрэй и саганаг.Также упоминаются ветви рода абхан: бахадай, батар, альсхан, монсон. С.П. Балдаев упоминает ветвь рода галзуд — дархан-галзуд. Большинство племен относятся к эхиритам. Сопутствующими им являются верхоленские сэгэнуды, хайталы, дурлаевцы, торгоуды, галзуды, шарады, зунгары и муринские хурумшинцы не входившие в большие племена бурят. Булагатами являются буряты племен алагуй, ашибагад, отонхой.